# Rebecca Lancefield
Rebecca Craighill Lancefield, dite Rebecca Lancefield, née le 5 janvier 1895 à Fort Wadsworth, Staten Island, dans l'État de New York et morte le 3 mars 1981  à New York, est une microbiologiste américaine. Elle est connue pour sa classification des streptocoques beta-hémolytiques, la découverte de la protéine M et son importance dans la pathogenèse de Streptococcus pyogenes.

## Biographie
Rebecca Craighill fait ses études secondaires à Wellesley College, Massachusetts. Après son diplôme du secondaire en 1916, elle doit pour des raisons financières enseigner en parallèle de ses études. Elle enseigne ainsi au Teachers College de l'université de Columbia tout en suivant les cours du département de bactériologie de l'université des médecins et chirurgiens de l'université de Columbia. En 1918, elle épouse Donald Lancefield, un compagnon d'études qui suit les cours de génétique de T.H. Morgan. Elle rejoint l'équipe de Oswald Avery et Alphonse Raymond Dochez de l'institut Rockfeller la même année. En raison de la guerre, les recherches sont arrêtées et Lancefield enseigne dans le Vermont. En 1922, elle rejoint le laboratoire du docteur Homer Swift du département de fièvre rhumatique. C'est dans ce laboratoire qu'elle entreprend sa thèse, durant laquelle elle étudie le lien entre Streptococcus viridans et les fièvres rhumatiques. Lancefield mène son laboratoire au sein de l'institut Rockfeller jusqu'en 1979, soixante ans après son arrivée dans cet institut. Elle est morte le 3 mars 1981, laissant derrière elle une fille.

## Principaux travaux

### Avery et la classification des streptocoques
Jusqu'à la fin 1917, Oswald Avery et Alphonse Raymond Dochez s'intéressent au pneumocoque (Streptococcus pneumoniae) dont ils établissent une classification grâce à deux tests qui permettent de discriminer les différentes souches : les tests d'agglutination et la protection de souris avec des antisérums spécifiques. À cette époque, les laboratoires de recherche travaillent étroitement avec l'armée, et c'est à la suite d'une épidémie d'infections streptococciques   sérieuses dans des installations militaires que le général des armées américaines demande à l'équipe d'Avery de s'intéresser à cette épidémie. Son équipe a donc essayé d'appliquer les mêmes techniques développées sur le pneumocoque pour essayer de grouper les souches de streptocoques hémolytiques responsables de cette épidémie. Cependant la tâche s'avéra plus compliquée que pour le pneumocoque, comme en ont témoigné Avery et Dochez lors d'une conférence le 1er juin 1918,. C'est à ce moment charnière que Rebecca Lancefield rejoint le laboratoire d'Avery et Dochez à l'Institut de recherche médicale de Rockfeller en tant que technicienne. En l'espace d'un an, ils identifient quatre types sérologiques distincts qui ont mené à une publication dont Lancefield est coauteure, élément rare pour une technicienne ce qui atteste de son implication dans les découvertes de l'équipe. 

### Thèse et fièvres rhumatiques
Au moment de sa thèse, les fièvres rhumatiques ont pour origine supposée Streptococcus viridans, également appelé streptocoque « vert ». Ce streptocoque appartient au groupe des alpha-hémolytiques,, et Lancefield réalise très tôt que l'agent étiologique des fièvres rhumatiques est plus probablement un streptocoque beta-hémolytique. Elle cherche différents composants cellulaires bactériens réagissant avec les sérums de patients, mais n'en trouve aucun qui appartient à Streptococcus viridans. Elle publie sa thèse en 1925 sous le titre Réactions immunologiques de Streptococcus viridans et de certaines de ses fractions chimiques. 

### Découverte de la protéine M et classification des espèces de streptocoques hémolytiques
À la fin de sa thèse, Streptococcus pyogenes n'est pas considéré comme un pathogène en tant que tel, mais comme un opportuniste à cause des épidémies de fièvres puerpérales et d'infections de plaies de soldats. Son implication dans les angines n'a pas encore été découverte, ni sa pathogenèse. Après sa thèse Lancefield entreprend de continuer le travail débuté avec Avery dans le développement d'une méthodologie de classification des streptocoques hémolytiques. Bien plus que la classification des souches, ce projet s'inscrit dans une démarche plus vaste qu'a Lancefield de mieux comprendre ces bactéries.
Au milieu des années 1920, Lancefield parvient à identifier deux antigènes sous forme soluble à partir de streptococci. Jusqu'ici tous les antigènes découverts sont des sucres capsulaires. Cependant, Lancefield identifie avec surprise qu'un des deux antigènes, la protéine M, est de nature protéique. Le nom M vient de l'aspect mat des colonies pourvues de cette protéine comparées à celles ne l'ayant pas. L'autre antigène s'avère être un carbohydrate (un sucre), et l'analyse poussée de différentes souches de streptocoques hémolytiques permettent à Lancefield d'entrevoir un concept qui a révolutionné la classification des streptocoques. En effet, ce carbohydrate (le polyoside C) permet de grouper les différentes espèces de streptocoques hémolytiques. Dès lors, Lancefield a groupé chacune des souches humaines qu'elle reçues par ordre alphabétique, avec Streptococcus pyogenes dénommé streptocoque du groupe A et Streptococcus agalactiae dénommé Streptococque du groupe B, par exemple. On appelle désormais ce carbohydrate antigène A, B etc. Au contraire de la protéine M, le polyoside C n'est pas un facteur de virulence. 
Lancefield a par la suite poursuivi son travail sur la protéine M et montre que le streptocoque du groupe B ne possède pas cette protéine mais a pour antigènes immunogènes principaux des sucres capsulaires, tout comme le pneumocoque.  
La classification alphabétique des streptocoques est appelée classification de Lancefield et on parle de détermination du type de Lancefield. C'est une forme de sérogroupage. 

### Antigène T
Toujours dans le but d'améliorer la classification des souches de Streptococcus pyogenes, Lancefield identifie un second antigène appelé antigène T. Cet antigène n'est pas présent chez toutes les souches, mais permet de distinguer certaines souches partageant la même réactivité pour la protéine M.

### La protéine M, un facteur de virulence
Après la Seconde Guerre mondiale, Lancefield observe que les leucocytes sont incapables de phagocyter des souches de Streptococcus pyogenes présentant la protéine M, et que des anticorps dirigés contre cette protéine restaurent la phagocytose. Lancefield démontre donc qu'il y a une protection immunitaire dépendante de la protéine M présente chez chaque souche,,. Après l'éradication d'une infection, l'organisme n'est protégé que pour un sous-groupe de Streptococcus pyogenes, laissant pathogéniques les souches avec une protéine M différente. Ceci explique l'absence de protection générale à Streptococcus pyogenes et l'existence d'infections (comme les angines) à répétition. Lancefield a montré par ailleurs que des anticorps dirigés contre la protéine M persistent dans le sérum de patients anciennement infectés et peuvent être détectés plusieurs années (jusqu'à 30 ans) après l'infection.
Lancefield a ensuite classé les souches qu'elle reçoit par leur réaction à différents sérums dirigés contre des protéines M de référence, ce qui permet la classification des souches de Streptococcus pyogenes. Chaque souche est ainsi classée par la présence de sa protéine M (exemple : souche M1, M2), et on parle du type M d'une souche.   

## Prix et récompenses
L'impact de la classification des streptocoques hémolytiques, avec le développement de tests d'agglutination permettant rapidement de distinguer différentes espèces, ainsi que ses découvertes sur les types M et le rôle de cette protéine dans la pathogenèse ont très vite permis une forte reconnaissance de Lancefield au sein de la communauté microbiologique. En effet, dès 1943, Lancefield est la première femme élue présidente de la société américaine des bactériologistes, et devient présidente de l'association américaine d'immunologie en 1961. Elle reçoit la récompense T. Duckett Jones de la fondation Helen Hay Whitney en 1960, une récompense de l'association américaine du cœur (American Heart Association Achievement Award) en 1964, et la médaille de l'académie de médecine de New York en 1973. Elle reçoit le degré d'honneur (plus haute distinction) de l'université de Rockfeller et du Wellesley College en 1976.

## La banque Lancefield
Tout au long de sa carrière, Lancefield a conservé avec minutie toutes les souches qui lui étaient envoyées. Les souches de référence de chaque type M sont ainsi conservées dans une banque qui porte son nom, la Lancefield Library, hébergée par l'institut Rockfeller. 

## Impact de ses découvertes
Pendant très longtemps, la méthode de classification de Lancefield, basée sur des tests d'agglutination avec des sérums dirigés contre un antigène, permit de grouper et identifier rapidement les différentes espèces de streptocoques. Ceci permit d'étayer l'étiologie de différentes maladies, comme le lien entre Streptococcus agalactiae et les méningites néonatales, et donc de mieux soigner de nombreuses pathologies streptococciques.
Depuis, il a été montré que la classification de Lancefield possède certaines exceptions, certaines espèces de Streptococcus dysgalactiae subsp equisimilis possèdent, par exemple, un antigène A.   
Enfin, l'identification du type des protéines M (ou sérotypage de la protéine M) permet de résoudre fortement les différences génétiques des isolats de Streptococcus pyogenes. Le sérogroupage des souches de Streptococcus pyogenes a longtemps été réalisé de la même manière que Lancefield, et ce sont ses souches de sa banque qui ont servi de référence. Désormais on procède au séquençage de la séquence 5' du gène emm codant la région hypervariable (N-terminale) de la protéine M, région qui était reconnue par les tests de sérotypage. À ce jour, plus de 200 génotypes emm ont été décrits. 